# Stephania dielsiana
Stephania dielsiana är en tvåhjärtbladig växtart som beskrevs av Y.C. Wu. Stephania dielsiana ingår i släktet Stephania och familjen Menispermaceae. Inga underarter finns listade i Catalogue of Life.